# Acianthera pacayana
Acianthera pacayana é uma espécie de orquídea (Orchidaceae) que existe na Costa Rica e Guatemala]], antigamente subordinada ao gênero Pleurothallis.

## Publicação e sinônimos
- Acianthera pacayana (Schltr.) Solano & Soto Arenas, Icon. Orchid. 5-6: x (2002 publ. 2003).

Sinônimos homotípicos:
- Pleurothallis pacayana Schltr., Repert. Spec. Nov. Regni Veg. 21: 355 (1925).